# Eurysphindus grandiclaviger
Eurysphindus grandiclaviger är en skalbaggsart som beskrevs av Mchugh 1993. Eurysphindus grandiclaviger ingår i släktet Eurysphindus och familjen slemsvampbaggar. Inga underarter finns listade.